# Sốt xuất huyết
Sốt xuất huyết hay chính xác hơn là sốt xuất huyết do virus là một nhóm các bệnh do một số họ virus sau: Arenavirus, Filoviridae, Bunyaviridae và Flavivirus, thường được đặc trưng bởi các triệu chứng bao gồm sốt, chảy máu và phát ban. Một số loài virus có thể gây bệnh nhẹ như sốt Nephropathia Scandinavia, trong khi đó một số loài khác có thể gây bệnh tương đối nặng, thậm chí có thể gây tử vong, chẳng hạn như sốt Lassa, virus Marburg, Bệnh virus Ebola, sốt xuất huyết Bolivia, Hantavirus (sốt xuất huyết Triều Tiên), sốt xuất huyết Crimea-Congo, và sốt xuất huyết Dengue. Đây là bệnh sốt cao có xuất huyết, có thể quy vào các chứng ôn dịch, thời độc, thử táo dịch hoặc thấp nhiệt. Sốt xuất huyết được truyền qua muỗi, đặc biệt là muỗi vằn.
Ở Việt Nam, tỷ lệ người trên 15 tuổi mắc sốt xuất huyết tại các tỉnh phía Nam đã tăng từ 35% năm 1999 lên đến 60% năm 2017. Theo các bác sĩ chuyên ngành, đây là điều rất đáng lo ngại vì người lớn bị sốt xuất huyết dễ tử vong hơn trẻ em.

## Triệu chứng
Đau đầu, đau mình, viêm kết mạc (đau mắt đỏ), sau đó xuất hiện xuất huyết từ nhẹ đến nặng và có thể gây tử vong.
Sốt: sốt cao đột ngột, nhiệt độ 39-40oC, sốt kéo dài 2-7 ngày, sốt kèm các triệu chứng: mệt mỏi, chán ăn, đau bụng ở thượng vị hoặc hạ sườn phải, đôi khi nôn, gan to: ở trẻ em hay gặp hơn người lớn, đôi khi da xung huyết hoặc có phát ban.
Hiện tượng xuất huyết: thường xuất hiện vào ngày thứ hai của bệnh: Các biểu hiện xuất huyết tự nhiên hoặc xuất huyết khi tiêm chích sẽ thấy bầm tím quanh nơi tiêm. Xuất huyết ngoài da: biểu hiện như các chấm xuất huyết, vết bầm tím, rõ nhất là xuất huyết ở mặt trước 2 cẳng chân, mặt trong 2 cẳng tay, gan bàn tay, lòng bàn chân. Xuất huyết ở niêm mạc: chảy máu cam, chảy máu chân răng, xuất huyết dưới màng tiếp hợp, đi tiểu ra máu, kinh nguyệt kéo dài hoặc xuất hiện kinh nguyệt sớm hơn kỳ hạn. Xuất huyết tiêu hóa: nôn ra máu, đi đại tiện ra máu. Khi có xuất huyết tiêu hóa nhiều
Hội chứng thần kinh: đau người. đau cơ, đau khớp, nhức đầu, đau quanh hố mắt; trẻ em nhỏ sốt cao, đôi khi co giật, hốt hoảng; không có biểu hiện màng não
Sốc là dấu hiệu nặng, thường xuất hiện từ ngày thứ 3-6 của bệnh, đặc biệt lúc người bệnh đang sốt cao chuyển sang hết sốt và có thể xảy ra kể cả khi không thấy rõ dấu hiệu xuất huyết. Dấu hiệu của sốc gồm: Trẻ mệt li bì hoặc vật vã, Chân tay lạnh,tiểu ít, có thể kèm theo ói hoặc đi cầu ra máu.Thời gian diễn ra sốc thường ngắn từ 12 đến 24 h nên đi viện.

## Phân loại virus gây sốt xuất huyết
Cách phân loại này là của Tổ chức Y tế Thế giới
| Họ           | Chi                               | Virus                                              | Bệnh | Ổ lây bệnh                                                   |
| ------------ | --------------------------------- | -------------------------------------------------- | --- | ------------------------------------------------------------ |
| Flaviviridae | Flavivirus                        | Amaril Dengue 1,2,3,4                              | Sốt vàng da Dengue                                                                                                  | WestNile, Japanes Encerphalistic(VNNB)                       |
| Bunyaviridae | Phlebovirus Nairovirus Hantavirus | Rift Crimea-Congo Hantaan Seoul Puumala Sin Nombre | Sốt thung lũng Rift Sốt xuất huyết Crimea-Congo Sốt xuất huyết triệu chứng thận Triệu chứng viêm phổi do Hantavirus | Apodemus Rattus rattus Clethrionomys Peromyscus              |
| Arenaviridae | Arenavirus                        | Lassa Junin Machupo Guanarito Sabia                | Sốt xuất huyết Lassa Sốt xuất huyết Arhentina Sốt xuất huyết Bolivia Sốt xuất huyết Venezuela Sốt xuất huyết Brasil | Mastomys Calomys Sigmodon alstoni và Zygodontomys brevicauda |
| Filoviridae  | Filovirus                         | Ebola Z,S,R,CI Marburg                             | Virus Ebola Virus Marburg                                                                                           |                                                              |

## Dự phòng
Diệt ấu trùng muỗi (lăng quăng), không tạo điều kiện để muỗi đẻ trứng bằng biện pháp như thả cá vàng hay các loại cá ăn lăng quăng vào trong lu, giếng, chum, vại. Đổ hết nước trong các vật chứa đựng nước không cần thiết; tránh để đồ đạc lộn xộn hoặc để nhiều đồ vào chỗ tối tạo khe hở cho muỗi sinh sản; đặt bát nước muối ở các khe trong nhà; sử dụng nhang muỗi, thuốc xịt.

## Điều trị
Hiện nay Vắc-xin phòng bệnh Dengue và sốt xuất huyết có hội chứng thận đang trong giai đoạn nghiên cứu.
Chẩn đoán dựa trên lâm sàng và xét nghiệm. Không nên điều trị giảm các triệu chứng (giảm đau và hạ sốt). Đa số các ca thường nhẹ và khỏi bệnh trong vòng vài ngày. Với các trường hợp nặng cần nhập viện và chăm sóc tích cực các biến chứng huyết áp thấp và chảy máu, truyền máu/tiểu cầu... nếu cần thiết.
Hiện chưa có thuốc đặc trị, việc tiêu diệt vectơ truyền bệnh có vai trò quan trọng, Tổ chức Y tế Thế giới (WHO) đã đưa ra những bản hướng dẫn điều trị và dự phòng bệnh Dengue và sốt vàng, và tại một số nước có bản hướng dẫn của quốc gia như Argentina, Bolivia, Congo,...

## Phân loại sốt có nguy cơ sốt xuất huyết và hướng xử lý (trích từ ICMI)
| - Chân tay nhớp lạnh và - Mạch nhanh và yếu                                                                                              | BỆNH RẤT NẶNG CÓ SỐC HOẶC HỘI CHỨNG SỐC SỐT XUẤT HUYẾT DENGUE | - Bù dịch đối với bệnh rất nặng có sốc hoặc - Hội chứng sốc sốt xuất huyết Dengue - Chuyển gấp đi bệnh viện |
| - Li bì hoặc vật vã hoặc - Chảy máu mũi hoặc chảy máu lợi hoặc nôn ra máu hoặc ỉa phân đen hoặc - Chấm, nốt hoặc mảng xuất huyết dưới da | CÓ KHẢ NĂNG SỐT XUẤT HUYẾT DENGUE NẶNG                        | - Chuyển GẤP đi bệnh viện - trên đường đi: cho trẻ uống ORS càng nhiều càng tốt theo khả năng của trẻ |
| - Sốt cao liên tục 2-7 ngày và - Không tìm được các nguyên nhân gây sốt khác                                                             | SỐT-CÓ KHẢ NĂNG SỐT XUẤT HUYẾT DENGUE                         | - Cho paracetamol nếu nhiệt độ ≥ 38.5 °C - Tiếp tục cho trẻ ăn, uống nhiều nước - Nếu xuất hiện thêm các dấu hiệu bên trên thì phải đưa trẻ đến khám ngay - Khám lại hằng ngày cho đến khi trẻ hết sốt 2 ngày liên tục (khi không còn dùng Paracetamol) |
| - không có các dấu hiệu trên | SỐT - KHÔNG GIỐNG SỐT XUẤT HUYẾT DENGUE                       | - Đưa trẻ đi khám tại trạm y tế - nếu trẻ sốt hằng ngày, kéo dài trên 7 ngày, chuyển đi bệnh viện |

## Lan truyền

### Việt Nam
- So với cùng kỳ năm ngoái, 2016 số ca mắc sốt xuất huyết tăng gấp 3 lần, trong đó tình hình tại 4 tỉnh Tây Nguyên đang diễn biến đặc biệt nghiêm trọng. Bộ Y tế cho biết, tính đến thời điểm hiện tại (6.8), cả nước có gần 50.000 ca mắc sốt xuất huyết tại 48 tỉnh thành, 17 trường hợp đã tử vong. Cùng kỳ năm ngoái, cả nước chỉ có 17.000 ca mắc sốt xuất huyết. Tại 4 tỉnh Tây Nguyên gồm: Gia Lai, Kon Tum, Đắk Lắk, Đắk Nông, tình hình dịch đang diễn biến hết sức nghiêm trọng, số người mắc không ngừng tăng, hiện đã chiếm gần 75% số ca mắc cả nước. Theo PGS.TS Trần Đắc Phu, Cục trưởng Cục Y tế dự phòng, Bộ Y tế, nguyên nhân sốt xuất huyết gia tặng mạnh tại Tây Nguyên do khu vực này không phải vùng lưu hành sốt xuất huyết phổ biến trong những năm qua nên Miễn dịch cộng đồng thấp, khi có dịch dễ bùng phát nhanh.[2]